# Budapesti MÁVAG
Budapesti MÁVAG – węgierski klub piłkarski z siedzibą w Budapeszcie działający w latach 1910–1959.

## Historia

### Chronologia nazw
- 1910: MÁV Gépgyári Sport Kör
- 1931: MÁVAG SK
- 1951: Vasas MÁVAG SK
- 1956: Budapesti MÁVAW

W 1959 klub na zasadzie fuzji został przyłączony do Vasas Ganzvagon i przestał istnieć.

## Osiągnięcia
- W lidze (4 sezony): 1917/18-1918/19, 1941/42, 1945